# Olivia Bregant
Olivia Bregant, slovenska slikarka, * 7. avgust 1914, Solkan, † 9. marec 2006.
Rodila se je v slovenski družini, očetu mizarju Jožefu in materi gospodinji Karmeli Bregant, rojeni Drašček. Ljudsko in srednjo šolo je končala v Gorici ter se zaposlila kot uradnica. Leta 1938 se je preselila v Rim in se tu 1941 poročila, 1989 pa se je vrnila v Gorico. V Rimu je pričela slikati. V slikarstvu se je izpopolnjevala na privatnih umetniških šolah. Udeležila se je nekaterih skupinskih razstav ter postala članica Accademia internazionale San Marco di Belle arti, Lettere e Science. Kasneje je imela več samostojnih razstav (Rim 1968 in 1969, Ciudad de México 1973, Perth 1978, Gorica 1980 in 1990, Solkan 1984). V prvem obdobju je slikala krajine in tihožitja v olju, kasneje pa se je oprijela tehnike fresco buono. V 70.letih 20. stoletja se je lotila slikanja cvetov, zanimali so jo predvsem barvni spektri. V javnosti je nastopala tudi z moževim priimkom Terrone.